# Мартінсвілл (Вірджинія)
Мартінсвілл (англ. Martinsville) — незалежне місто в США,  в штаті Вірджинія. Населення — 13 485 осіб (2020).

## Географія
Мартінсвілл розташований за координатами 36°41′1″ пн. ш. 79°51′49″ зх. д. / 36.68361° пн. ш. 79.86361° зх. д. ( 36.683527, -79.863647).  За даними Бюро перепису населення США в 2010 році місто мало площу 28,51 км², з яких 28,38 км² — суходіл та 0,13 км² — водойми.

## Демографія
Згідно з переписом 2010 року, у місті мешкала 13 821 особа в 6084 домогосподарствах у складі 3565 родин. Густота населення становила 485 осіб/км².  Було 7205 помешкань (253/км²). 
Расовий склад населення:
| - 49,9 % — білих - 45,0 % — чорних або афроамериканців - 0,9 % — азіатів - 0,2 % — корінних американців - 2,0 % — осіб інших рас |

До двох чи більше рас належало 1,9 %. Іспаномовні складали 4,0 % від усіх жителів.
За віковим діапазоном населення розподілялося таким чином: 21,4 % — особи молодші 18 років, 59,4 % — особи у віці 18—64 років, 19,2 % — особи у віці 65 років та старші. Медіана віку мешканця становила 43,6 року. На 100 осіб жіночої статі у місті припадало 83,6 чоловіків;  на 100 жінок у віці від 18 років та старших — 78,8 чоловіків також старших 18 років.
Середній дохід на одне домашнє господарство  становив 49 876 доларів США (медіана — 29 587), а середній дохід на одну сім'ю — 63 624 долари (медіана — 46 565). Медіана доходів становила 38 402 долари для чоловіків та 32 692 долари для жінок. За межею бідності перебувало 23,6 % осіб, у тому числі 29,1 % дітей у віці до 18 років та 14,2 % осіб у віці 65 років та старших.
Цивільне працевлаштоване населення становило 5156 осіб. Основні галузі зайнятості: освіта, охорона здоров'я та соціальна допомога — 18,3 %, виробництво — 16,3 %, роздрібна торгівля — 13,6 %, науковці, спеціалісти, менеджери — 12,0 %.